# Vivy
Vivy är en kommun i departementet Maine-et-Loire i regionen Pays de la Loire i nordvästra Frankrike. Kommunen ligger i kantonen Allonnes som tillhör arrondissementet Saumur. År 2022 hade Vivy 2 599 invånare.

## Befolkningsutveckling
Antalet invånare i kommunen Vivy
| Referens: INSEE |